# Ina Meschik
Ina Meschik (Sankt Veit an der Glan, 25 september 1990) is een Oostenrijkse snowboardster. Ze vertegenwoordigde haar vaderland op de Olympische Winterspelen 2010 in Vancouver, op de Olympische Winterspelen 2014 in Sotsji en op de Olympische Winterspelen 2018 in Pyeongchang.

## Carrière
Bij haar wereldbekerdebuut, in januari 2008 in Bad Gastein, scoorde Meschik direct haar eerste wereldbekerpunten. In maart 2009 behaalde de Oostenrijkse in La Molina haar eerste toptienklassering in een wereldbekerwedstrijd. In december 2009 stond in Telluride ze voor de eerste maal in haar carrière op het podium van een wereldbekerwedstrijd. Tijdens de Olympische Winterspelen van 2010 in Vancouver eindigde Meschik als zesde op de parallelreuzenslalom.
Op de FIS wereldkampioenschappen snowboarden 2011 in La Molina eindigde de Oostenrijkse als zestiende op de parallelreuzenslalom. In Stoneham-et-Tewkesbury nam ze deel aan de FIS wereldkampioenschappen snowboarden 2013. Op dit toernooi eindigde ze als veertiende op de parallelreuzenslalom. Tijdens de Olympische Winterspelen van 2014 in Sotsji eindigde Meschik als vierde op de parallelreuzenslalom en als achtste op de parallelslalom.
Op FIS wereldkampioenschappen snowboarden 2015 in Kreischberg eindigde de Oostenrijkse als tiende op de parallelslalom. Op 15 december 2016 boekte de ze in Carezza haar eerste wereldbekerzege. In de Spaanse Sierra Nevada nam Meschik deel aan de FIS wereldkampioenschappen snowboarden 2017. Op dit toernooi eindigde ze als achtste op de parallelreuzenslalom en als negende op de parallelslalom. Tijdens de Olympische Winterspelen van 2018 in Pyeongchang eindigde de Oostenrijkse als achtste op de parallelreuzenslalom.

## Resultaten

### Olympische Spelen
| Jaar | Plaats      | Resultaten                                |
| ---- | ----------- | ----------------------------------------- |
| 2010 | Vancouver   | 6e Parallelreuzenslalom                   |
| 2014 | Sotsji      | 8e Parallelslalom 4e Parallelreuzenslalom |
| 2018 | Pyeongchang | 8e Parallelreuzenslalom                   |

### Wereldkampioenschappen
| Jaar | Plaats        | Resultaten                                |
| ---- | ------------- | ----------------------------------------- |
| 2011 | La Molina     | 16e Parallelreuzenslalom                  |
| 2013 | Stoneham      | 14e Parallelreuzenslalom                  |
| 2015 | Kreischberg   | 10e Parallelslalom                        |
| 2017 | Sierra Nevada | 9e Parallelslalom 8e Parallelreuzenslalom |

### Wereldbeker
Eindklasseringen
| Seizoen   | Algm | PAR | PSL   | PGS |
| --------- | ---- | --- | ----- | --- |
| 2007/2008 | 130e | 46e | –     | –   |
| 2008/2009 | 56e  | 24e | –     | –   |
| 2009/2010 | 22e  | 11e | –     | –   |
| 2010/2011 | 37e  | 23e | –     | –   |
| 2011/2012 | –    | 13e | –     | –   |
| 2012/2013 | –    | 21e | 18e   | 21e |
| 2013/2014 | –    | 10e | 12e   | 7e  |
| 2014/2015 | –    | 12e | 12e   | 10e |
| 2015/2016 | –    | 5e  | Brons | 6e  |
| 2016/2017 | –    | 5e  | 10e   | 4e  |
| 2017/2018 | –    | 13e | 19e   | 10e |

Wereldbekerzeges
| Datum            | Plaats  | Onderdeel            |
| ---------------- | ------- | -------------------- |
| 15 december 2016 | Carezza | Parallelreuzenslalom |